# Lin Xiling
Pour les articles homonymes, voir Lin.
Dans ce nom chinois, le nom de famille, Lin, précède le nom personnel.
Lin Xiling (en chinois : 林希翎) est une militante chinoise née Cheng Hai Guo le 25 octobre 1935 à Shanghai et morte le 21 septembre 2009 à Bry-sur-Marne,.

## Biographie
Fille de parents artistes, Lin Xiling considère avoir hérité de « la tradition du refus » se définit comme une « militante communiste convertie par ailleurs au catholicisme ».
Dès l'âge de 14 ans, elle s'engage dans l'Armée populaire de libération et participe à la lutte des communistes jusqu'à l'avènement de la république populaire de Chine en 1949.
En 1957, durant la campagne des Cent Fleurs, elle ose critiquer Mao de front.
Lin Xiling, étudiante en droit, intervient oralement sur une place du campus de Renda (Université du peuple), rebaptisée place de la démocratie, et évoque dans ses discours la disparition de Hu Feng. Elle critique le parti communiste chinois qui est « devenu une classe privilégiée » et « réprime le peuple dès la libération ». Elle critique aussi le stalinisme (à la suite du rapport « secret » de Nikita Khrouchtchev) et exige que son cas soit réexaminé. Elle met aussi en avant le dogmatisme du Parti et le fait que « le vrai socialisme doit être démocratique, alors que le nôtre ne l'est pas ». 
Qualifiée de « droitière », elle est « des l’une des toutes premières dissidentes de l’ère maoïste ».
Arrêtée le 11 août 1958, elle est condamnée en 1959 à quinze ans de réclusion et cinq ans de privation de ses droits politiques. Elle est libérée sur ordre de Mao Zedong en 1973. En 1978, le label « droitière » lui est retiré, mais Deng Xiaoping s'oppose à sa réhabilitation (ils ne seront que peu dans ce cas). Elle travaille en 1979 à l'usine de machines agricoles de Wuyi dans le Zhejiang. Après 1983, elle s'est installée en France et n'a jamais obtenu sa réhabilitation.
De 1983 à 1986, elle est chercheuse associée au Centre d’études sur la Chine moderne et contemporaine de l'École des hautes études en sciences sociales (EHESS).
Elle a également obtenu un diplôme de droit. Elle était une ancienne journaliste du Quotidien de la jeunesse de Chine. Elle pratiquait de nombreux instruments dont l'erhu.
En 1998, elle déclarait croire « encore à l'utopie communiste et aux espérances des Grands Soirs ».
Lin Xiling est décédée à Bry-sur-Marne le 21 septembre 2009.